# Marumba tigrina
Marumba tigrina là một loài bướm đêm thuộc họ Sphingidae. Loài này có ở Sumatra, Java và Borneo.